# Richard Sainct
Richard Sainct (14. dubna 1970 – 29. září 2004 Egypt) byl francouzský motocyklový závodník, který v letech 1999, 2000 a 2003 vyhrál Rallye Paříž-Dakar.
Richard Sainct začínal u motokrosu, později přesedlal na enduro (v roce 1989 vyhrál mistrovství Francie), od roku 1990 jezdil terénní závody. V roce 1991 v dresu týmu Kawasaki závod Paříž-Dakar nedokončil. V letech 1996–1998 jezdil v týmu KTM, 1998–2000 za BMW, od roku 2001 znovu za KTM. Kromě Rallye Paříž-Dakar se účastnil i Rallye Atlas (1997–1998), Rallye Tunisko (1998–1999), Rallye Maroko (2001–2002) a Rallye Egypt (2002).
Richard Sainct zahynul při Rallye faraónů v Egyptě v roce 2004, v té době byl jezdcem KTM. Nehoda se přihodila při první zvláštní zkoušce 4. etapy na písečné, velmi rychlé části mezi Bahariyya a oázou Siwa.
Při Rallye Paříž-Dakar uctili další jezdci jeho památku tím, že nikdo z nich nejel se startovním číslem 1, které mělo připadnout právě jemu, jako vítězi minulé sezóny.